# Onthophagus monteithi
Onthophagus monteithi är en skalbaggsart som beskrevs av Matthews 1972. Onthophagus monteithi ingår i släktet Onthophagus och familjen bladhorningar. Inga underarter finns listade i Catalogue of Life.